# Pričesna pjesma
Pričesna pjesma, pjesma u crkvenoj glazbi. Na liturgiji prati pristupanje vjernika u ophodu na pričest. Jedinstvom glasova izražava i produbljuje duhovno jedinstvo, radost i bratstvo koje nastaje blagovanjem od jednoga stola, tj. sudjelovanjem svih u jednom tijelu Gospodnjem i jednoj čaši njegove krvi. Sadržana u crkvenim pjesmaricama.:8